# Línea Barcelona-Vallés
La línea Barcelona-Vallés (oficialmente y en catalán Línia Barcelona-Vallès) es una línea de los Ferrocarriles de la Generalidad de Cataluña (FGC) que conecta Barcelona con el Vallés Occidental atravesando la sierra de Collserola. La terminal barcelonesa se encuentra en la céntrica plaza de Cataluña y en su recorrido hacia el norte se divide en tres ramales.
FGC opera la línea con cinco servicios: tres servicios de metro dentro el municipio de Barcelona (L6, L7 y L12) y dos servicios suburbanos (S1 y S2). Además de la denominación de Línea Barcelona-Vallés, FGC utiliza el nombre de metro del Vallès para referirse a los servicios S1, S2, L6, L12 y el funicular de Vallvidrera y el nombre de línea de Balmes para la L7.

## Historia
La actual línea Barcelona-Vallès de los Ferrocarriles de la Generalidad de Cataluña (FGC) está formada por los ferrocarriles que construyeron FBS (después FSB) y FCC, el uno de Barcelona a Sarriá y el otro de Sarriá a Tarrasa y Sabadell.

### Ferrocarril de Sarriá a Barcelona

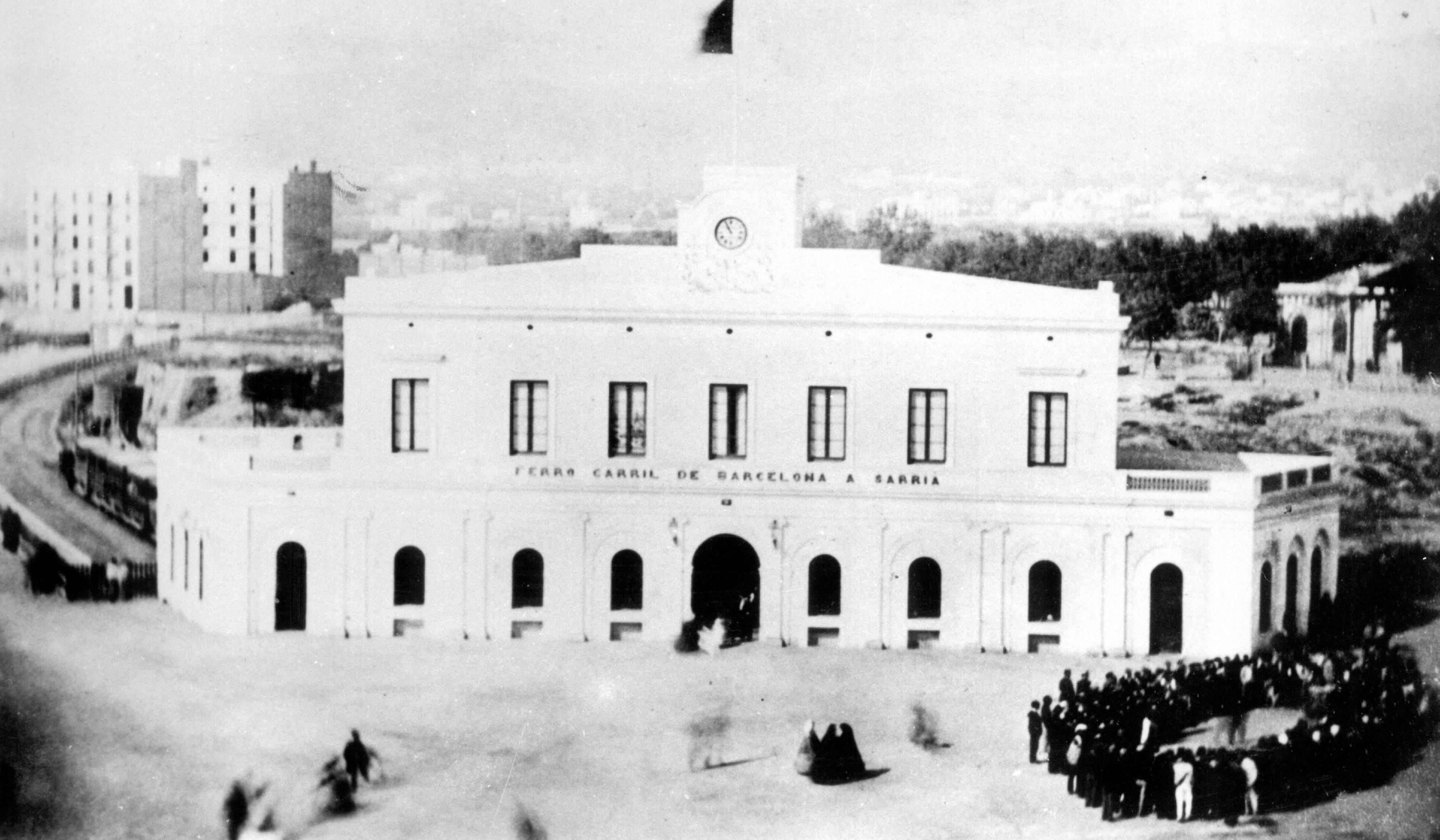
Antigua estación de Plaza de Cataluña, terminal del Ferrocarril de Sarriá en 1865.

El Ferrocarril de Sarriá a Barcelona (popularmente conocido como tren de Sarriá), construido por la Compañía del Ferrocarril de Barcelona a Sarriá, fue inaugurado en 1863, con tracción a vapor y ancho ibérico antiguo (1672 mm) para unir las dos poblaciones, puesto que entonces Sarriá era un municipio independiente. 
La línea tuvo mucho éxito, aun así el año 1874 la empresa, por acumulación de deudas, fue absorbida por una nueva sociedad llamada Ferrocarril de Sarriá a Barcelona. En 1905 se electrificó y cambió el ancho de la vía a estándar (1435 mm). En 1929 se inauguró el primer soterramiento, el tramo Plaza de Cataluña - Muntaner. En 1954 entró en servicio el nuevo ramal Gracia - Avenida Tibidabo y en 1976 entró en servicio la Estación de Reina Elisenda.

### Ferrocarriles de Cataluña
A pesar de la existencia del Ferrocarril de Barcelona a Zaragoza (vía Tarrasa y Sabadell) que une el Vallés Occidental con Barcelona desde 1855, el gran crecimiento de Barcelona y también de Sabadell y Tarrasa hacía patente la importancia de una comunicación más directa. Desde mediados del siglo XIX y hasta finales de siglo, hubo varios proyectos para la construcción de servicios ferroviarios entre Barcelona y el Vallés, que por varias razones no se llevaron a cabo.
Carles Emili Montañès, ingeniero industrial catalán, quería demostrar la necesidad de la construcción de un ferrocarril entre Barcelona y el Vallès y la viabilidad técnica de atravesar la sierra de Collserola. En 1908 inauguró el ferrocarril Mina Grott con un ancho de vía de 600 mm, construido aprovechando el túnel que traía agua del pantano de Vallvidrera en Sarriá. Tuvo un éxito inmediato pero tuvo problemas legales, ya que la dirección del Tren de Sarriá consiguió que la Guardia Civil lo cerrara, porque perjudicaba al Funicular de Vallvidrera. El Estado finalmente le dio la razón a Montañès pero no podía otorgarle la concesión ferroviaria porque el ferrocarril circulaba por terrenos privados. Después de llegar a un acuerdo, en 1909 se legalizaba la Mina Grott con una concesión provisional y se le obligaba a solicitar la concesión de un ferrocarril entre Sarriá y Les Planes de Vallvidrera, que circularía en terrenos revertibles al Estado. Tres años más tarde se le adjudicaba la construcción del ferrocarril.
Montañès no disponía de apoyo financiero y mientras estaba en Londres para encontrar financiación para sus proyectos de electrificación, conoció a Frederick Stark Pearson. En 1911, Montañès consiguió que el Dr. Pearson visitara Barcelona y, después de explicarle todo el proyecto, el Dr. Pearson decidió llevarlo a cabo. Uno de los primeros pasos era adquirir el Tren de Sarriá de FSB, que era propiedad de la Société Générale de Tramways Électriques en Espagne (SGTEE). SGTEE en aquella época fue adquirida por AEG, que era propietaria de Tranvías de Barcelona (TB). Las intenciones de TB eran suprimir el tramo entre Plaza de Cataluña y Diagonal para vender los terrenos con bastante beneficio, y acoplar el resto de la línea a su red. A pesar de que el precio era elevado, finalmente adquirieron las acciones de FSB y en 1912 se constituía Ferrocarriles de Cataluña S.A. (FCC). La empresa comenzó a actuar para ampliar el Tren de Sarriá hacia el Vallés con el inicio de las obras del túnel de Vallvidrera en mayo y al año siguiente entre Les Planes y San Cugat.

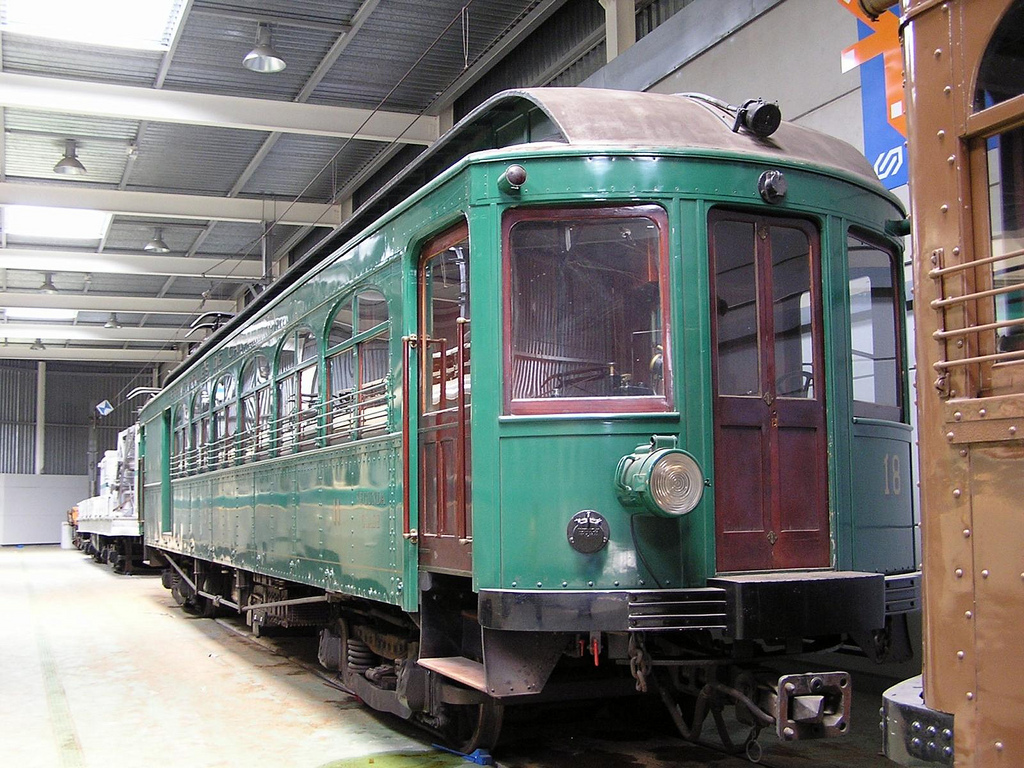
Brill número 18 de FCC

Las obras tuvieron algunos problemas y duraron bastantes años, por una parte en 1914 estallaba la Primera Guerra Mundial, lo que afectaba al capital de procedencia británica, y por otra parte, una vez solucionados los problemas económicos algunos tramos tuvieron filtraciones de agua que provocaron el hundimiento de una parte ya construida. En 1915 un tercer hecho obligó a modificar las previsiones de la compañía, ya que el 7 de mayo el Dr. Pearson murió volviendo a Inglaterra desde Canadá. A pesar de que las obras se paralizaron, FCC las retomó y en otoño de 1916 acababa las obras. El 28 de noviembre FCC inauguraba su primera línea de Sarriá a Les Planes de Vallvidrera, con un tren inaugural que salía a las tres de la tarde de Plaza de Cataluña. Con la inauguración dejó de circular el tren del ferrocarril Mina Grott. En otoño de 1917 llegaba el ferrocarril a San Cugat.
Continuaron las obras en el tramo de Tarrasa, el 13 de septiembre de 1918 se inauguraba la estación de Rubí. En 1919 ya llegaba a Tarrasa en una estación provisional hasta que en 1920 se terminaba la estación de Les Fonts y en 1921 la estación de Tarrasa (ahora llamada Tarrasa-Rambla). El tramo de Sabadell estaba avanzado y se esperaba que a finales de 1921 se pudiera iniciar el servicio. Finalmente, el servicio entre San Cugat y Sabadell se produjo el 1 de junio de 1922. La prolongación hasta el interior de la ciudad, a la estación de Sabadell-Rambla, no llegó hasta 1925, dado que el consistorio presionó para que la línea fuera subterránea.
1924 fue el año con mayor número de viajeros pero el tráfico fue disminuyendo debido a las molestias por las obras de soterramiento del Tren de Sarriá, que habían obligado a cambiar el emplazamiento habitual de las estaciones de Barcelona y Gracia. En 1929 abría el tramo soterrado entre Barcelona - Pl. Cataluña y Muntaner.
Parte de la comarca del Vallés se convirtió en zona residencial como resultado del servicio de los Ferrocarriles de Cataluña. Para dar servicio a las urbanizaciones que surgieron alrededor de la línea, se inauguró en 1925 la estación de La Floresta y en 1930 y 1931 las estaciones de Bellaterra y Valldoreix.
En 1952 acabaron las obras de soterramiento del Tren de Sarriá y en 1959 se inauguraba la segunda nave de la estación de Plaza de Cataluña. A pesar de que ya había funcionado de manera provisional, en 1965 se inauguraba el Apeadero de Sant Joan.
Las compañías FSB y FCC a partir de la década de 1970 empezaron a sufrir problemas financieros debido a la inflación, el aumento de los gastos de explotación y porque el Gobierno hacía mantener tarifas políticas y sin ninguna compensación. En 1977 después de pedir subvenciones a diferentes instituciones, solicitó el rescate de la concesión de las líneas urbanas pero el Ayuntamiento de Barcelona denegó la petición y el 23 de mayo de 1977 los Ferrocarriles de Cataluña anunciaron la clausura de la red a partir del 20 de junio.
El 17 de junio de 1977 por Real decreto se transfirieron las líneas a Ferrocarriles de Vía Estrecha (FEVE) de forma provisional, mientras el Ministerio de Obras Públicas del Gobierno de España, la Diputación de Barcelona, la Corporación Metropolitana de Barcelona y la Ayuntamiento de Barcelona estudiaban el régimen de explotación de esta red. Debido a la indefinición se produjo una degradación del material y las instalaciones de los Ferrocarriles de Cataluña, que en algún momento determinaron la paralización de la explotación.
Con la reinstauración de la Generalidad de Cataluña, el Gobierno de España traspasó a la Generalidad la gestión de las líneas explotadas por FEVE en Cataluña, gestionando así los Ferrocarriles de Cataluña a través del Departamento de Política Territorial y Obras Públicas (DPTOP) hasta que se creó en 1979 la empresa Ferrocarriles de la Generalidad de Cataluña (FGC), la cual integraba el 7 de noviembre a su red estos ferrocarriles con la denominación línea Cataluña y Sarriá.
Hay que destacar que esta línea no pasó a manos de RENFE en 1941 por no ser de ancho ibérico (1672 mm). En 1977 la empresa acumulaba muchas deudas y anunció la clausura de la red. El gobierno lo evitó otorgando la explotación a FEVE y finalmente el 7 de noviembre de 1979 se traspasó la línea a FGC. 
La compañía impulsó una gran modernización de la línea. En 1984 se inauguró la estación de Universitat Autònoma. En 1996 se puso en marcha el Metro del Vallès, aumentando los servicios y la frecuencia de paso de los trenes. El 29 de julio del 2015 tuvo lugar la inauguración del Metro de Tarrasa. y más tarde el Metro de Sabadell.

### Reordenación de servicios
El 9 de diciembre de 2022 la línea simplificó su patrón de servicios, pasando de 8 a 5. Antes de este cambio, las líneas S1 y S2 no tenían parada en las estaciones de Sant Gervasi, La Bonanova y Les Tres Torres, que eran atendidas por la L6. Además, los días laborables en hora punta se reforzaba el servicio con tres líneas parciales: la S5 hasta San Cugat, la S6 hasta Universitat Autònoma, y la S7 hasta Rubí. Estos servicios parciales paraban en todas las estaciones de sus respectivos recorridos, excepto en las de Peu del Funicular, Baixador de Vallvidrera y Les Planes.
Con el objetivo de aumentar la frecuencia de trenes tanto en el tramo central como en los ramales de Tarrasa y Sabadell, en diciembre de 2022 se eliminaron los servicios S5, S6 y S7, pasando el S1 y el S2 a parar en todas las estaciones. Además, la L6 dejó de operar en hora punta.

## Servicios que utilizan la línea

Esquema de servicios

| Red        | Línea                                        | Recorrido                                   |
| Metro      |                                              | Plaza de Cataluña - Sarrià                  |
| Metro      | Plaza de Cataluña - Avinguda Tibidabo        |                                             |
| Metro      | Sarrià - Reina Elisenda                      |                                             |
| Suburbanas |                                              | Plaza de Cataluña - Tarrasa-Naciones Unidas |
| Suburbanas | Plaza de Cataluña - Sabadell - Parc del Nord |                                             |

### Servicios de metro
Las dos líneas se integran en la red del Metro de Barcelona y discurren totalmente por el municipio de Barcelona. Ambas líneas parten de la estación de Plaza de Cataluña y comparten túnel con el resto de líneas del Vallés hasta Gracia (L7) o hasta Sarrià (L6).
La prolongación de la línea S1 dentro de la trama urbana de Tarrasa también se denomina Metro de Tarrasa, si bien la frecuencia de paso de los trenes es la misma que el resto de la línea, 20 minutos, a diferencia de las líneas de metro de Barcelona, que habitualmente circulan cada 3-10 minutos, según la estación.

### Servicios suburbanos
| Estación                          | Enlaces                | Municipio            | Zona |
| --------------------------------- | ---------------------- | -------------------- | ---- |
| Tramo común Pl. Cataluña - Gracia |                        |                      |      |
| Pl. Cataluña                      |                        | Barcelona            | 1    |
| Provenza                          |                        | Barcelona            | 1    |
| Gracia                            |                        | Barcelona            | 1    |
| Ramal de Av. Tibidabo             |                        |                      |      |
| Plaça Molina                      |                        | Barcelona            | 1    |
| Pàdua                             |                        | Barcelona            | 1    |
| El Putxet                         |                        | Barcelona            | 1    |
| Av. Tibidabo                      |                        | Barcelona            | 1    |
| Tramo común Gracia - Sarriá       |                        |                      |      |
| Sant Gervasi                      |                        | Barcelona            | 1    |
| Muntaner                          |                        | Barcelona            | 1    |
| La Bonanova                       |                        | Barcelona            | 1    |
| Les Tres Torres                   |                        | Barcelona            | 1    |
| Sarrià                            |                        | Barcelona            | 1    |
| Ramal de Reina Elisenda           |                        |                      |      |
| Reina Elisenda                    |                        | Barcelona            | 1    |
| Tramo común Sarriá - San Cugat    |                        |                      |      |
| Peu del Funicular                 |                        | Barcelona            | 1    |
| Baixador de Vallvidrera           |                        | Barcelona            | 1    |
| Les Planes                        | San Cugat del Vallés   |                      | 1    |
| La Floresta                       | San Cugat del Vallés   | 2C                   |      |
| Valldoreix                        | San Cugat del Vallés   | 2C                   |      |
| Sant Cugat Centro                 | San Cugat del Vallés   | 2C                   |      |
| Ramal de Tarrasa                  |                        |                      |      |
| Mira-sol                          |                        | San Cugat del Vallés | 2C   |
| Hospital General                  |                        | San Cugat del Vallés | 2C   |
| Rubí                              | Rubí                   |                      | 2C   |
| Les Fonts                         | Tarrasa                | 3C                   |      |
| Tarrasa-Rambla                    | Tarrasa                | 3C                   |      |
| Vallparadís Universitat           | Tarrasa                | 3C                   |      |
| Tarrasa-Estación del Norte        | Tarrasa                | 3C                   |      |
| Tarrasa-Naciones Unidas           | Tarrasa                | 3C                   |      |
| Ramal de Sabadell                 |                        |                      |      |
| Volpelleres                       |                        | San Cugat del Vallés | 2C   |
| Sant Joan                         |                        | San Cugat del Vallés | 2C   |
| Bellaterra                        | Sardañola del Vallés   |                      | 2C   |
| Universitat Autònoma              | Sardañola del Vallés   |                      | 2C   |
| Sant Quirze                       | San Quirico de Tarrasa |                      | 2C   |
| Can Feu \| Gràcia                 | Sabadell               |                      | 2C   |
| Sabadell - Plaça Major            | Sabadell               |                      | 2C   |
| La Creu Alta                      | Sabadell               |                      | 2C   |
| Sabadell Nord                     | Sabadell               |                      | 2C   |
| Sabadell - Parc del Nord          | Sabadell               |                      | 2C   |

## Material móvil
| Serie | Imagen                   | Número | Año       | Vagones | Asientos | Capacidad total |
| ----- | ------------------------ | ------ | --------- | ------- | -------- | --------------- |
| 111   | (Retiradas del servicio) | 20     | 1981-1984 | 3       |          |                 |
| 112   |                          | 22     | 1995-2003 | 4       | 232      | 722             |
| 113   |                          | 19     | 2013      | 4       | 188      | 780             |
| 114   |                          | 5      | 2014      | 3       | 124      | 605             |

## Metro de Sabadell

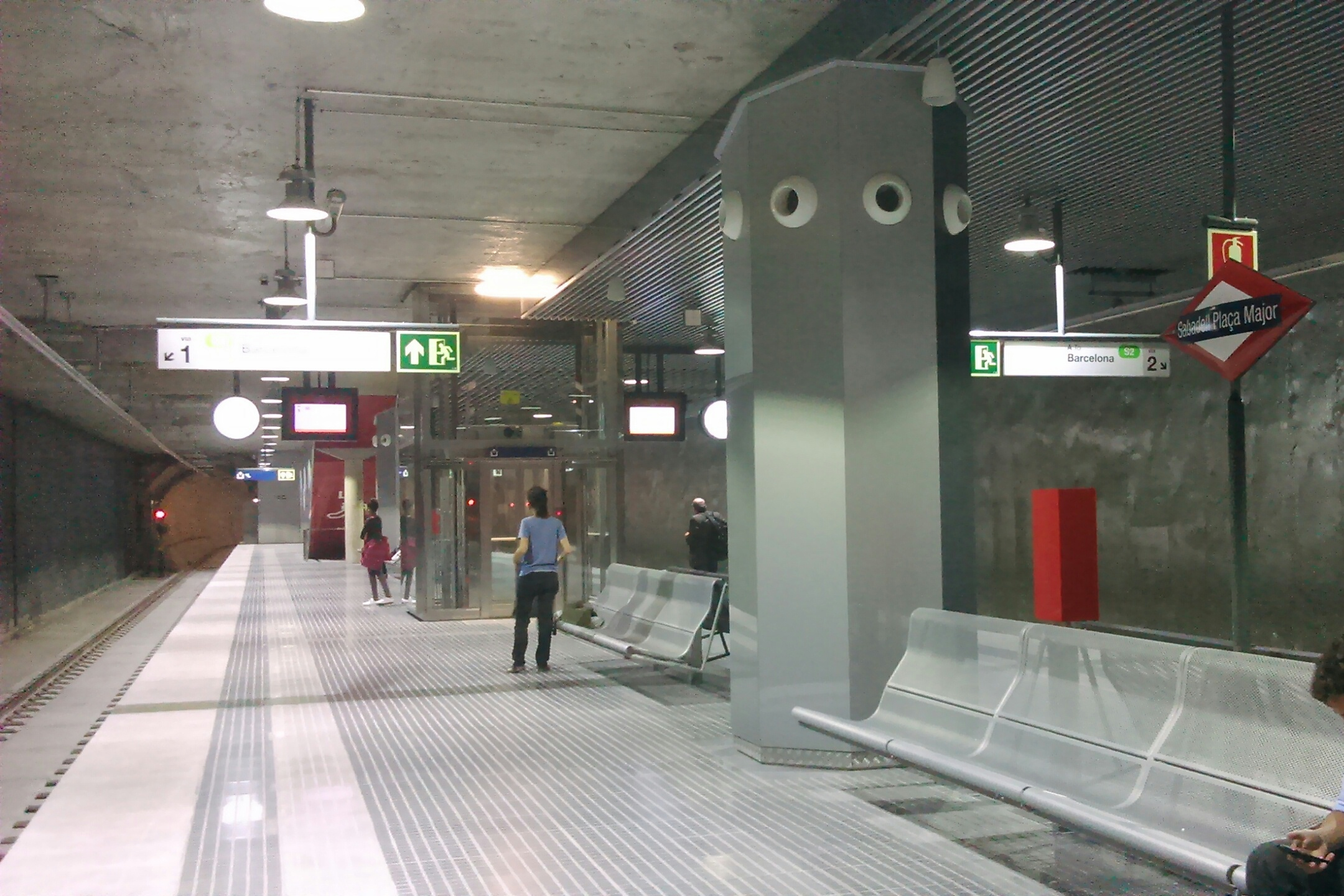
Estación de Sabadell-Plaça Major.

La construcción de esta ampliación empezó a finales del 2006 y, tras un parón de las obras en 2012, se retoman años después con previsión de finalizarlas en 2016. La línea propuesta unirá el centro de la ciudad de Sabadell y sus barrios del norte, donde se unirá a la estación de correspondencia con Rodalies. La que actualmente es la estación terminal del ramal, Sabadell-Rambla, quedará suprimida ya que la ampliación de la línea parte de un punto anterior. El proyecto original tiene una longitud de 4,2 km de largo, con dos fases de ampliación:
| Fase | Estaciones FGC         | Línea |
| ---- | ---------------------- | ----- |
| 1    | La Creu Alta           |       |
| 1    | Sabadell Nord          |       |
| 1    | Sabadell Parc del Nord |       |
| 2    | Pla de la Bruguera     |       |
| 2    | Castellar del Vallès   |       |

También se encuentra prevista la unión con la línea de FGC entre Sabadell y Granollers.
El proyecto inicial ha sido criticado por la elaboración de una línea de metro que discurre casi en paralelo a la de Rodalies, que ha sido considerada insuficientemente eficaz para satisfacer las necesidades de una ciudad del tamaño y la densidad de Sabadell. Algunas asociaciones civiles han presentado proyectos alternativos.

## Metro de Tarrasa

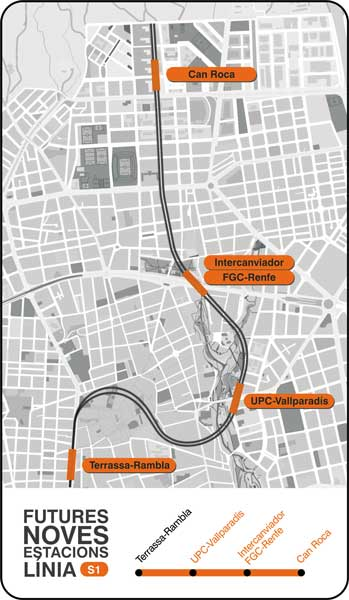
Mapa de la ampliación.

El proyecto principal consta de la construcción de 3 estaciones, circulando por la ciudad de Tarrasa, mejorando el transporte. La construcción de esta ampliación de la línea comenzó en 2003, mientras que el túnel hasta Tarrasa-Naciones Unidas se inició en abril de 2007. Tras un parón de las obras en 2012, se abrió al público en junio de 2015. Vallparadis Universitat, Tarrasa-Estación del Norte (que tiene intercambiador con la línea R4 y RL4 de Rodalies (Cercanías)) y Tarrasa-Naciones Unidas (Anteriormente Can Roca), son las nuevas estaciones.
La línea cubrirá una gran parte de la ciudad de Tarrasa, incluyendo la Universidad Politécnica de Cataluña. La Generalidad de Cataluña presupuestó la actuación en 178,8 millones de euros. La suma de las actuaciones en FGC y Cercanías Renfe suma 321 millones de euros. El gobierno catalán también estimó el recuento diario de pasajeros en 32000 sin incluir el servicio de Rodalies. En esta parte correspondiente a Rodalies, el 20 de marzo de 2008 se inauguró la Estación de Tarrasa Este.
La estación conjunta FGC-Rodalies presenta problemas para su construcción dada la gran cantidad de restos arqueológicos de la antigua ciudad romana de Egara.

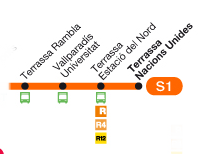
Ruta del Metro Tarrasa

## Proyectos de ampliación
La línea Llobregat-Anoia está en obras de expansión, y tendrá un intercambio en la estación de Gracia con la línea Barcelona-Vallés. También habrá una conexión con las líneas L9 y L10 del Metro de Barcelona en la estación de Sarriá, una vez se inaugure el tramo intermedio.
El Govern de la Generalitat ha licitado un estudio informativo para un nuevo acceso sur desde San Cugat del Vallés hacia Barcelona.Un estudio inicial barajaba dos opciones: una de ellas paralela al recorrido actual, con parada en el entorno de Lesseps y con cabecera en Plaza Catalunya o en Arc de Triomf, y la otra iniciando recorrido cerca del campus de la Universidad Autónoma de Barcelona y entrando en Barcelona por el barrio de Horta. El estudio en marcha descarta la opción de Horta, y valorará las dos cabeceras alternativas en Plaza Catalunya y Arc de Triomf.
También está en marcha un proyecto para facilitar el transbordo con la línea R8 de Rodalies, creando dos intercambiadores: Volpelleres y Coll Fava en el ramal de Sabadell, y Hospital General y Rubí en el ramal de Terrasa.
Está en estudio la apertura de una nueva estación en el municipio de Rubí, en el entorno del polígono de La Llana o al norte de la ciudad.
El ramal Sarriá-Reina Elisenda, originalmente planeado con una ampliación hasta el municipio de Castelldefels, sufrirá una ampliación desde la estación de Reina Elisenda hasta el nuevo intercambiador de Finestrelles i Sant Joan de Déu, donde tendrá intercambio con la línea L3. 